# فریدریخ پلاشکه
فریدریخ پلاشکه (چکی: Friedrich Plaschke; ۷ ژانویهٔ ۱۸۷۵ – ۴ فوریهٔ ۱۹۵۲)  خواننده اپرا اهل چک بود.